# 마사이 축구 국가대표팀
마사이 족 축구 국가대표팀은 마사이 족을 대표하는 축구 국가대표팀이다. 현재 알려져 있는 경기 정보가 없다.